# Diego z Acebo
Diego z Acebo (ur. w XII wieku w Villaseca de Arciel, zm. 30 grudnia 1207 w Osmie) – hiszpański duchowny, biskup Osmy w latach 1201–1207.

## Życiorys
Urodził się w XII wieku w Villaseca de Arciel. Pochodził z zamożnej rodziny, jednak w młodości wstąpił stanu duchownego i został przeorem kapituły w Osmie. W 1201 roku został biskupem Osmy, a jego subprzeorem został Dominik Guzmán. Na prośbę króla Kastylii Alfonsa VIII, Diego i Dominik udali się w podróż do Danii, by zawrzeć przymierze małżeńskie między tamtejszą księżniczką a synem Alfonsa – Ferdynandem. Zetknęli się tam z herezją katarów, więc po powrocie do południowej Francji, w 1206 roku zaczęli z nimi walczyć, z pomocą wędrownych kaznodziejów. Wkrótce potem założyli także klasztor dla nawróconych heretyków. Diego zmarł 30 grudnia 1207 roku w Osmie.